# Њитра
Њитра (слч. Nitra, мађ. Nyitra) је пети по величини град у Словачкој и управно средиште истоименог Њитранског краја.
Њитра је позната као прво управно средиште месних Словена на тлу данашње Словачке.

## Географија
Нитра је смештена у западном делу државе. Престоница државе, Братислава, налази се 90 км југозападно.
Рељеф: Њитра се развила на северозападном ободу Панонске низије, на месту где почињу први брегови Карпата, који се даље издижу на северу. Надморска висина града је око 150 m. Град је смештен у долини истоимене реке Њитре.
Клима: Клима у Њитри је умерено континентална.
Воде: Кроз град протиче истоимена река Њитра, у средишњем делу свог тока. Она дели град на западни и источни део.

## Историја
Људска насеља на овом простору датирају још из праисторије. Словени дато подручје насељавају у 5. веку. У 9. веку овде се образује Њитранска кнежевина, као прва независна државна творевина на тлу данашње Словачке. Овде је 828. године основана прва хришћанска заједница на овим просторима. У 10. веку подручје Њитре заузимају новопридошли Мађари. Током следећих векова град је био у саставу Угарске. У другој половини 19. века град је доживео нагли развој и бројчано нарастао.
Крајем 1918. године град је постао део новоосноване Чехословачке. У време комунизма град је нагло индустријализован, па је дошло до наглог повећања становништва. После осамостаљења Словачке град је постао њено значајно средиште, али је дошло и до проблема везаних за преструктурирање привреде.

## Становништво
| Година:    | 1994.  | 2004.   | 2014.   | 2024.   |
| ---------- | ------ | ------- | ------- | ------- |
| Број људи: | 87 127 | 85 742  | 78 033  | 75 945  |
| Разлика:   |        | -1,58 % | -8,99 % | -2,67 % |

| Година:    | 2023.  | 2024.   |
| ---------- | ------ | ------- |
| Број људи: | 76 499 | 75 945  |
| Разлика:   |        | -0,72 % |

Данас Њитра има 78.875 становника и последњих година број становника опада.
Етнички састав: По попису из 2001. године састав је следећи:
- Словаци - 95,4%,
- Мађари - 1,7%,
- Чеси - 0,9%,
- Роми - 0,4%,
- остали - 1,6%.

Ово значајно различито у односу на стање од 1910. године када су Мађари чинили око 60% становништва.
Верски састав: По попису из 2001. године састав је следећи:
- римокатолици - 74,2%,
- атеисти - 17,2%,
- лутерани - 2,8%.

Данас је Њитра седиште римокатоличке бискупије основане далеке 880. године.

## Познате особе
- Ернест Хорњак (*1907 – † 1979), СДБ, римокатолички свештеник, религијски затвореник (осуђен на 12 година затвора)[6]
- Лубомир Моравчик (1965), бивши словачки фудбалер.

## Партнерски градови
- Зјелона Гора
- Осијек
- Чешке Будјејовице
- Гјеонгју
- Нејпервил
- Госфорд
- Кромјержиж
- Зутермер
- Веспрем
- Суми

## Галерија
- Градске цркве
- Градско позориште
- Градска кућа
- Кип кнеза Прибине на истоименом тргу
- Голгота у Њитри